# NEW PARADISE
『NEW PARADISE』（ニュー・パラダイス）は、w-inds.の7枚目のマキシシングルである。2002年11月13日、FLIGHT MASTERよりリリース。

## 概要
- オリコン初登場2位。2002年、『第53回NHK紅白歌合戦』初出場で白組の先陣を切って歌われた。
- メンバーの涼平に初めてソロパート（ラップ）が導入された。
- 前作に引き続きサビでは、慶太と涼平の2人で歌っているため全員で歌唱していない。
- シングルでは初のCCCD（コピーコントロールCD）としてリリースされる。
- 初回特典としてオリジナル・ポケットカレンダー（全4種）が封入されていた。
- 2002年11月4日、HEY!HEY!HEY! MUSIC CHAMPに出演した。

## 収録曲
1. NEW PARADISE
2. Best of My Love
3. NEW PARADISE(CANDY Future remix)
4. NEW PARADISE(Instrumental)

作詞･作曲･編曲: 葉山拓亮
Rap詞:Kentaro Akutsu(#1,#3)
編曲: CANDY(#3)